# Uaru amphiacanthoides
Uaru amphiacanthoides és una espècie de peix de la família dels cíclids i de l'ordre dels perciformes.

## Morfologia
- Els mascles poden assolir 25 cm de longitud total.[3][4]

## Alimentació
Menja cucs, crustacis i insectes.

## Hàbitat
És una espècie de clima tropical entre 26 °C-28 °C de temperatura.

## Distribució geogràfica
Es troba a Sud-amèrica: conques dels rius Amazones (des del riu Japurá fins al riu Tapajós) i  Negro.